# Сулур (авіабаза)
Авіаційна база Сулу́р (англ. Sulur Air Force Station) — складова ВПС Індії. Одна з найбільших баз у країні.
Знаходиться в талуці Сулур округу Коїмбатор на півдні Індійського півострова. Тут базується 43-тє змішане авіакрило, озброєне літаками Ан-32 (33-тя транспортна ескадрилья) і HAL Tejas (18-та винищувальна ескадрилья), гелікоптерами Мі-17 (109-та вертолітна ескадрилья) і HAL Dhruv (151-ша вертолітна ескадрилья), а також 5-й авіаремонтний завод. Командувач — командор Віварт Сінгх.

## Історія
Аеродром будували британські ВПС вже у період Другої світової, а після завершення робіт базу підпорядкували Південносхідно-Азійському командуванню; З 1945-го авіабаза, що отримала назву Ваїрі (англ. HMS Vairi), паралельно використовувалася королівськими ВМС.
У 50-х - 60-х роках 20-го сторіччя Сулур був базою зберігання і ремонту авіатехніки, але 1986 тут було розгорнуто 43-тє авіакрило.